# Чёха, Оксана Владимировна
Оксана Владимировна Чёха (род. 7 сентября 1978, Орёл) — российский этнолингвист, фольклорист-славянист. Кандидат филологических наук (2010). Научный сотрудник отдела этнолингвистики и фольклора  Институт славяноведения РАН.  
Область научных интересов: этнолингвистика, фольклор, эллинистика, балканистика. Изучает народную культуру славян и её взаимодействии с греческой традицией (в зонах греко-славянских контактов), народную астрономию и народный календарь.

## Биография
Родилась 7 сентября 1978 года в Орле.
В 2004 году окончила отделение русского языка и литературы, а также отделение византийской и новогреческой филологии филологического факультета МГУ.
С 2004 года работает в Институте славяноведения РАН.
В 2007 году окончила аспирантуру Института славяноведения РАН.
В 2010 году в Институте славяноведения РАН защитила кандидатскую диссертацию «Новогреческая лексика народной астрономии в сопоставлении с балканославянской: луна и лунное время (этнолингвистический аспект)».
Участник международных конференций (в России, Украине), X конгресса по изучению стран юго-восточной Европы (Франция), Международного съезда славистов (2018).